# (3481) Xianglupeak
(3481) Xianglupeak est un astéroïde de la ceinture principale.

## Description
(3481) Xianglupeak est un astéroïde de la ceinture principale. Il fut découvert le 19 février 1982 à la station de Xinglong par l'observatoire astronomique de Pékin. Il présente une orbite caractérisée par un demi-grand axe de 2,24 UA, une excentricité de 0,14 et une inclinaison de 5,5° par rapport à l'écliptique.

## Compléments